# Elsdon
Elsdon – wieś w Anglii, w hrabstwie Northumberland. Leży 43 km na północny zachód od miasta Newcastle upon Tyne i 434 km na północ od Londynu. W 2001 miejscowość liczyła 205 mieszkańców.